# Арабский парламент
Арабский парламент (араб. البرلمان العربي‎) — законодательный орган Лиги арабских государств. На саммите Лиги арабских государств в 2001 году в Аммане, стороны договорились о создании парламента. Они дали Генеральному секретарю Лиги арабских государств Амре Мусе полномочия, чтобы начать создание парламента. В 2004 году на саммите Лиги арабских государств в Алжире была официальная дата, когда все члены Лиги арабских государств согласились направить своего представителя на временные заседания парламента, которые проходили в штаб-квартире Лиги арабских государств в Каире, Египет. При этом каждое государство-член направляет по четыре члена до тех пор, пока парламент не будет навсегда переведён в его строящийся офис в Дамаске.

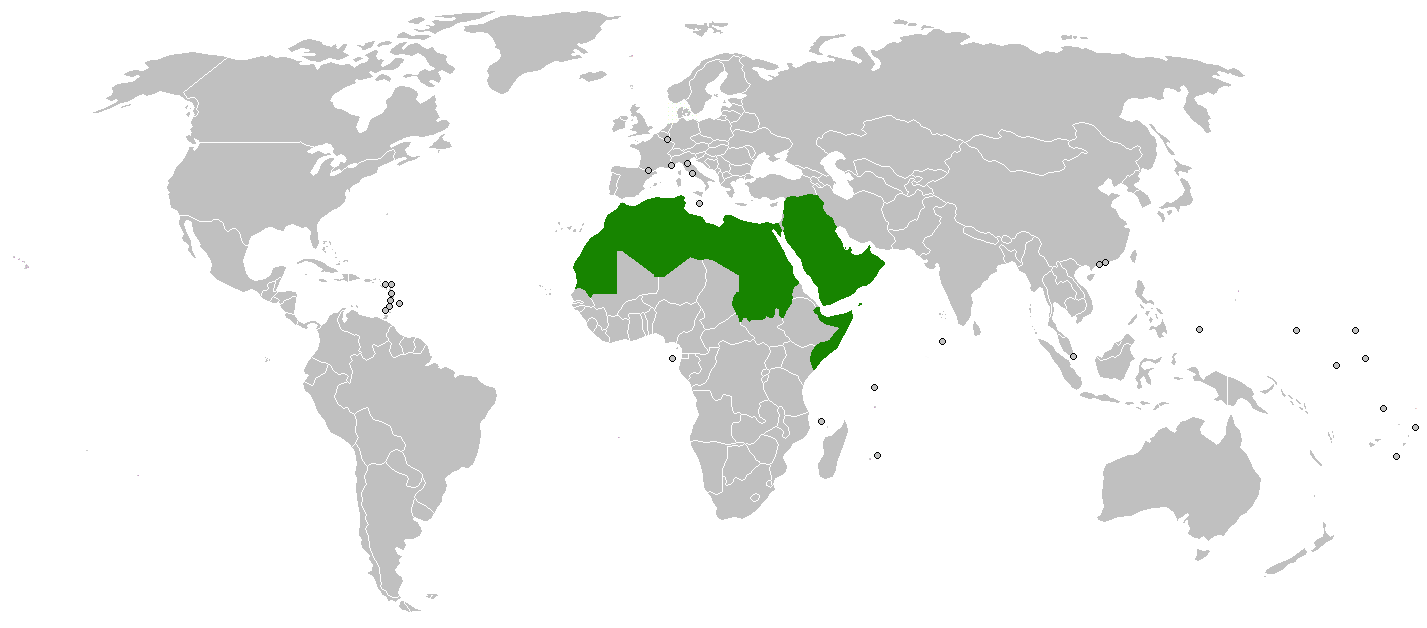
Страны-участники Арабского парламента

Штаб-квартира находилась в Дамаске до 22 мая 2012 года, когда заседания были приостановлены и переведены в Каир. Лига арабских государств сейчас готовится переместить штаб-квартиру парламента в Багдад.
На данный момент имеется один наблюдатель в арабском Парламенте — это Турция.